# Parroquia de Allen
La parroquia de Allen (en inglés: Allen Parish), fundada en 1912, es una de las 64 parroquias del estado estadounidense de Luisiana. En el año 2000 tenía una población de 25.440 habitantes con una densidad poblacional de 13 personas por km². La sede de la parroquia es Oberlin.

## Geografía
Según la Oficina del Censo, la parroquia tiene un área total de 1983 km² (765,6 mi²), de la cual 1980 km² (764,5 mi²) es tierra y 3 km² (1,2 mi²) (0.15%) es agua.

### Parroquias adyacentes
- Parroquia de Vernon - noroeste
- Parroquia de Rapides - noreste
- Parroquia de Evangeline - este
- Parroquia de Jefferson Davis - sur
- Parroquia de Beauregard - oeste

## Carreteras
- U.S. Highway 165
- U.S. Highway 190
- Carretera Estatal de Luisiana 10
- Carretera Estatal de Luisiana 26

## Demografía
En el 2000 la renta per cápita promedia de la parroquia era de $27,777, y el ingreso promedio para una familia era de $33,920. En 2000 los hombres tenían un ingreso per cápita de $32,371 versus $17,154 para las mujeres. El ingreso per cápita para la parroquia era de $13,101. Alrededor del 19.90% de la población estaba bajo el umbral de pobreza nacional.

## Comunidades
| - Elizabeth - Kinder | - Oakdale - Oberlin | - Reeves |